# 콤팩트 생성 공간
위상수학에서 콤팩트 생성 공간(compact生成空間, 영어: compactly generated space) 또는 k-공간(영어: k-space)은 연속 함수들의 공간이 항상 잘 정의되는 위상 공간이다. 즉, 콤팩트 생성 공간의 범주는 모든 위상 공간들의 범주와 달리 데카르트 닫힌 범주를 이룬다.

## 정의
위상 공간 {\displaystyle X}, {\displaystyle Y} 사이의 함수 {\displaystyle f\colon X\to Y}가 다음 조건을 만족시키면, k-연속 함수라고 하자.
- 임의의 콤팩트 하우스도르프 공간 {\displaystyle K} 및 연속 함수 {\displaystyle t\colon K\to X}에 대하여, {\displaystyle f\circ t\colon K\to Y}는 연속 함수이다.

위상 공간 {\displaystyle X}의 부분 집합 {\displaystyle A}가 다음 조건을 만족시키면 k-닫힌집합이라고 하자.
- 임의의 콤팩트 하우스도르프 공간 {\displaystyle K} 및 연속 함수 {\displaystyle t\colon K\to X}에 대하여, {\displaystyle t^{-1}(A)}는 닫힌집합이다.

모든 연속 함수는 k-연속 함수이지만, 연속 함수가 아닌 k-연속 함수가 존재한다. 비슷하게, 모든 닫힌집합은 k-닫힌집합이지만, 닫힌집합이 아닌 k-닫힌집합이 존재한다.
위상 공간 {\displaystyle X}에 대하여 다음 네 조건들이 서로 동치이며, 이를 만족시키는 공간을 콤팩트 생성 공간이라고 한다.:182, Prop. 5.9.1:39
- {\displaystyle X}를 정의역으로 하는 모든 k-연속 함수는 연속 함수이다. 즉, 임의의 위상 공간 {\displaystyle Y} 및 k-연속 함수 {\displaystyle f\colon X\to Y}에 대하여, {\displaystyle f}는 연속 함수이다.
- {\displaystyle X}의 모든 k-닫힌집합은 닫힌집합이다.
- {\displaystyle X}는 콤팩트 하우스도르프 공간들의 분리합집합의 몫공간이다. 즉, {\displaystyle X\cong \left(\bigsqcup _{i\in I}K_{i}\right)/{\sim }}인 콤팩트 하우스도르프 공간들의 집합 {\displaystyle \{K_{i}\}_{i\in I}} 및 {\displaystyle \bigsqcup _{i\in I}K_{i}} 위의 동치 관계 {\displaystyle \sim }가 존재한다.
- 다음 조건을 성립시키는 콤팩트 하우스도르프 공간들의 집합 {\displaystyle \{K_{i}\}_{i\in I}} 및 함수들의 집합 {\displaystyle \{f_{i}\colon K_{i}\to X\}_{i\in I}}이 존재한다.
  - 임의의 부분 집합 {\displaystyle A\subseteq X}에 대하여, {\displaystyle A}가 닫힌집합일 필요충분조건은 모든 {\displaystyle i\in I}에 대하여 {\displaystyle f_{i}^{-1}(A)\subseteq K_{i}}가 닫힌집합인 것이다.
- {\displaystyle X}는 국소 콤팩트 하우스도르프 공간의 몫공간이다.

콤팩트 생성 공간과 (k-)연속 함수의 범주를 {\displaystyle \operatorname {CGTop} }라고 하고, 위상 공간과 연속 함수의 범주를 {\displaystyle \operatorname {Top} }라고 하고, 위상 공간과 k-연속 함수의 범주를 {\displaystyle \operatorname {Top_{k}} }라고 하자. 그렇다면, 다음과 같은 포함 관계가 존재한다.
{\displaystyle \operatorname {CGTop} \to \operatorname {Top} \to \operatorname {Top_{k}} }
이를 합성하여 얻는 함자 {\displaystyle \operatorname {CGTop} \to \operatorname {Top_{k}} }는 범주의 동치를 이룬다.

## 성질
모든 국소 콤팩트 하우스도르프 공간은 콤팩트 생성 공간이다.:183, 5.9.2a:231, Theorem 7.13 모든 제1 가산 공간은 콤팩트 생성 공간이다.:183, 5.9.2b:231, Theorem 7.13 모든 CW 복합체는 콤팩트 생성 공간이다.:139, Exercise 4.7.10

### 콤팩트 생성 공간의 범주론적 연산
포함 관계
{\displaystyle \operatorname {CGTop} \to \operatorname {Top} }
에 따라, {\displaystyle \operatorname {CGTop} }는 {\displaystyle \operatorname {Top} }의 반사 부분 범주를 이루며, 그 수반
{\displaystyle k\colon \operatorname {Top} \to \operatorname {CGTop} }
을 콤팩트 생성화(영어: kaonization)라고 한다. 위상 공간 {\displaystyle X}의 콤팩트 생성화 {\displaystyle k(X)}는 집합으로서 {\displaystyle X}와 같지만 {\displaystyle X}보다 더 섬세한 위상을 갖는다. 구체적으로, {\displaystyle k(X)}의 닫힌집합은 {\displaystyle X}의 k-닫힌집합이다.
{\displaystyle \operatorname {CGTop} }는 ({\displaystyle \operatorname {Top} }와 마찬가지로) 완비 범주이며 쌍대완비 범주이다. {\displaystyle \operatorname {CGTop} }에서의 쌍대극한은 {\displaystyle \operatorname {Top} }와 같으며, {\displaystyle \operatorname {CGTop} }에서의 극한은 {\displaystyle \operatorname {Top} }에서의 극한의 콤팩트 생성화이다. 예를 들어, {\displaystyle \operatorname {CGTop} }에서의 곱은 다음과 같으며, 일반적으로 (위상 공간의) 곱공간과 다르다.
{\displaystyle X\times _{\operatorname {CGTop} }Y=k(X\times _{\operatorname {Top} }Y)}
{\displaystyle \operatorname {CGTop} }는 ({\displaystyle \operatorname {Top} }와 달리) 데카르트 닫힌 범주이다. 임의의 두 콤팩트 생성 공간 {\displaystyle X}, {\displaystyle Y} 사이의  (k-)연속 함수들의 집합 {\displaystyle {\mathcal {C}}(X,Y)}에 다음과 같은 부분 기저로 정의되는 위상을 부여하자.
- 임의의 열린집합 {\displaystyle U\subseteq Y} 및 콤팩트 하우스도르프 공간 {\displaystyle K} 및 연속 함수 {\displaystyle t\colon K\to X}에 대하여, {\displaystyle \{f\in K(X,Y)\colon f\circ t(K)\subseteq U\}}.

만약 {\displaystyle X}가 하우스도르프 공간이라면, 이는 콤팩트-열린집합 위상과 같다. 그렇다면, {\displaystyle \operatorname {CGTop} }에서의 지수 대상 {\displaystyle Y^{X}}는 {\displaystyle {\mathcal {C}}(X,Y)}의 콤팩트 생성화이다.
{\displaystyle (Y^{X})_{\operatorname {CGTop} }=k({\mathcal {C}}(X,Y))}

### 콤팩트 생성 하우스도르프 공간
위와 마찬가지로, 콤팩트 생성 하우스도르프 공간의 범주 {\displaystyle \operatorname {CGHaus} } 및 콤팩트 생성 약한 하우스도르프 공간의 범주 {\displaystyle \operatorname {CGWH} }를 정의할 수 있다. 이들 역시 완비 범주이자 쌍대완비 범주이자 데카르트 닫힌 범주이다.

## 역사
이 개념은 원리 비톨트 후레비치가 도입하였다. 이후 로널드 브라운(영어: Ronald Brown)이 1961년 박사 학위 논문에서 콤팩트 생성 하우스도르프 공간의 범주가 데카르트 닫힌 범주임을 증명하였다.:199 이후 1967년에 노먼 스틴로드는 콤팩트 생성 하우스도르프 공간의 범주가 대수적 위상수학을 전개하기에 가장 편리한 범주라고 제안하였다.

## 예
흔히 볼 수 있는 대부분의 위상 공간은 콤팩트 생성 공간이다. 콤팩트 생성 공간이 아닌 공간의 예로는 다음이 있다.
비가산 기수 {\displaystyle \kappa \geq \aleph _{1}}에 대하여,  실수선의 비가산 무한 곱공간 {\displaystyle \mathbb {R} ^{\kappa }}는 콤팩트 생성 공간이 아니다.:184:240, Exercise 7J(b)